# گرایش (هندسه)

تغییر جهت یک جسم صلبمانند چرخاندن محورهای یک چارچوب مرجع متصل به آن است.

در هندسه، گرایش (Orientation)، نگرش (attitude)، تمایل (bearing)، جهت (direction) یا موقعیت زاویه‌ای یک جسم — مانند یک خط، صفحه یا جسم صلب — بخشی از توصیف نحوه قرارگیری آن در فضایی است که اشغال می‌کند. به‌طور خاص‌تر، به چرخش خیالی اطلاق می‌شود که برای جابجایی جسم از محل مرجع به محل کنونی آن لازم است. یک چرخش ممکن است برای رسیدن به مکان کنونی کافی نباشد، در این صورت ممکن است لازم باشد یک انتقال خیالی برای تغییر موقعیت جسم (یا موقعیت خطی) اضافه شود. موقعیت و جهت با هم به‌طور کامل نحوه قرارگیری جسم در فضا را توصیف می‌کنند. چرخش و انتقال خیالی یادشده ممکن است تصور شود که به هر ترتیبی رخ می‌دهد، زیرا جهت یک جسم هنگام انتقال تغییر نمی‌کند و موقعیت آن هنگام چرخش تغییر نمی‌کند.